# سارا سومرفلد
سارا سومرفلد (سوئدی: Sara Sommerfeld؛ زادهٔ ۲۸ اکتبر ۱۹۷۷) بازیگر اهل سوئد است.
از فیلم‌ها یا برنامه‌های تلویزیونی که وی در آن نقش داشته است، می‌توان به بال‌های شیشه‌ای اشاره کرد.